# Distrito de Saalfeld-Rudolstadt
El Distrito de Saalfeld-Rudolstadt (en alemán: Landkreis Saalfeld-Rudolstadt) es un distrito rural (Landkreis) ubicado al sur del estado federal de Turingia (Alemania). La capital del distrito es la ciudad de Saalfeld/Saale.

## Geografía
Los territorios vecinos al norte son el distrito de la Comarca de Weimar, al noroeste el distrito de Saale-Holzland, al este el distrito de Saale-Orla, en la parte meridional el distrito de Kronach y el distrito de Sonneberg, al sudeste el distrito de Hildburghausen y al oeste el distrito de Ilm. El distrito de Saalfeld-Rudolstadt tiene como ríos importantes que cruzan sus dominios el río Saale en la comarca del Thüringer Schiefergebirge.

## Composición del distrito
(Población a 30 de junio de 2006)

### Ciudades
1. Bad Blankenburg (7441)
2. Gräfenthal (2674)
3. Königsee (5484)
4. Lehesten (2092)
5. Leutenberg (2491)
6. Oberweißbach/Thür. Wald (1633)
7. Remda-Teichel (3268)
8. Rudolstadt (25 268)
9. Saalfeld/Saale ² (27 861)

### Municipios
³ Municiìos de relleno
1. Arnsgereuth (Ciudad Saalfeld/Saale) (252)
2. Kamsdorf (2932)
3. Kaulsdorf, (2944), Municipios de relleno para:
  1. Altenbeuthen (252)
  2. Drognitz (690)
  3. Hohenwarte (141)
4. Rottenbach (1996)
5. Saalfelder Höhe (3448)
6. Uhlstädt-Kirchhasel, (5663), Municipios de relleno para:
  1. Großkochberg (687)
  2. Heilingen (335)
7. Unterwellenborn (6637)

### Agrupaciones administrativas
| 1. Bergbahnregion/Schwarzatal 1. Cursdorf (743) 2. Deesbach (478) 3. Katzhütte (2134) 4. Lichtenhain/Bergbahn (353) 5. Meuselbach-Schwarzmühle (1372) 6. Oberweißbach/Thür. Wald, ciudad (1633) 2. Lichtetal am Rennsteig 1. Lichte * (1786) 2. Piesau (857) 3. Reichmannsdorf (879) 4. Schmiedefeld (1137) | 3. Mittleres Schwarzatal 1. Allendorf (384) 2. Bechstedt (175) 3. Döschnitz (310) 4. Dröbischau (535) 5. Mellenbach-Glasbach (1163) 6. Meura (509) 7. Oberhain (780) 8. Rohrbach (202) 9. Schwarzburg (612) 10. Sitzendorf (1069) 11. Unterweißbach (887) 12. Wittgendorf (210) 4. Probstzella-Lehesten-Marktgölitz 1. Lehesten, Stadt (2092) 2. Probstzella (3605) |